# مناف آباد (مقاطعة غيلانغرب)
مناف‌آباد (بالفارسية: مناف‌آباد) هي قرية تقع في منطقة مركزية ريفية في إيران. يقدر عدد سكانها بـ 53 نسمة بحسب إحصاء 2016.